# Au cœur du haras

Au cœur du haras (All Roads Lead Home) est un film dramatique américain de 2008 réalisé par Dennis Fallon. Il met en vedette Peter Coyote, Jason London, Vivien Cardone, Vanessa Branch et Peter Boyle.

## Synopsis
Belle est une petite fille de 12 ans qui adore les animaux mais qui est traumatisée par la mort de sa mère, tuée il y a 2 ans dans un accident d'auto. Son père travaille à la fourrière municipale et n'a pas beaucoup de temps pour s'occuper de sa fille. Celle-ci est persuadée que son père a causé involontairement la mort de sa mère et lui en veut pour cela. Elle n'aime pas le fait d'euthanasier des animaux à la fourrière; c'est pourquoi, un beau jour, elle décide d'ouvrir toutes les cages et de libérer les chiens. Mais elle a été filmée. Son père ne sait plus quoi faire pour la sortir de sa dépression et il décide de l'envoyer vivre quelque temps chez son grand-père maternel, qui tient un ranch privé près de Kansas City dans le Missouri.
Au ranch, Belle apprend les valeurs de la vie en commençant à travailler tôt le matin avec un employé de la bâtisse nommé Basham. Mais les relations avec son grand-père sont difficiles car il lui a avoué qu'il n'aime les animaux que pour ce qu'ils lui rapportent comme argent. Un jour, elle décide de fuguer, emmenant avec elle son cheval et son chien nommé Atticus. Mais elle s'assomme accidentellement sur une rail de chemin de fer et Basham la sauve au moment où  un train va passer dessus.
Les relations avec son grand-père finissent par s'améliorer. Au moment où son père, à qui elle a pardonné la mort de sa mère, va la ramener chez elle, elle lui demande la permission de rester plus longtemps au ranch. Belle est maintenant heureuse. Mais un jour, le comportement d'Atticus commence à changer. À un moment donné, il mord Basham. Suivant la logique de son grand-père, elle décide de le faire euthanasier. Pendant ce temps, Lillian, la petite amie vétérinaire de son père, a découvert qu'un produit toxique introduit dans de la nourriture pour chien a pu occasionner des comportements anormaux chez l'animal et même la mort. Atticus en a mangé, ce qui a fait changer son comportement. Cela permet à Belle de revenir sur sa décision. Lillian a averti la compagnie qui fabrique cette nourriture de la dangerosité du produit toxique et elle décide de ne plus en introduire dans leur produit.
Finalement, le grand-père de Belle fonde, avec l'aide de son gendre et de sa petite-fille, une société devant venir en aide aux animaux.

## Fiche technique
- Titre : Au cœur du haras
- Titre original : All Roads Lead Home
- Titre québécois : Le chemin du retour
- Réalisation : Dennis Fallon
- Scénario : Douglas Delaney
- Photographie : Fred Paddock
- Son : Michael S. Grinage
- Costumes : Linda Flake
- Musique : Korey Ireland
- Production : Dennis Fallon
- Société de production : Waldo West Productions
- Société de distribution : Anchor Bay Entertainment
- Pays d'origine : États-Unis
- Format : Couleur
- Langue : anglais
- Genre : drame vécu
- Durée : 112 minutes
- Date de sortie : 
  - États-Unis : 27 janvier 2008[1]

## Distribution
- Peter Coyote : Hock le grand-père
- Jason London : Cody le père
- Vivien Cardone : Belle la petite fille
- Peter Boyle : Poovey, un ami de la famille
- Patton Oswalt : Milo, un collègue de travail de Cody
- Vanessa Branch : Lillian, la petite amie vétérinaire de Cody
- Evan Parke : Basham le contremaître du ranch
- April Bowlby : Natasha, l'assistante de Lillian [1]

## À noter
- Selon le générique, le scénario du film est basé sur un fait vécu[2].
- Le film est dédié à Peter Boyle qui joue dans le film mais qui est mort du cancer avant sa sortie[2].
- Le film a été tourné à Kansas City (Missouri) en 2006[3].